# 欧比伊
欧比伊（法語：Aubilly，法語發音：[obiji]）是法国马恩省的一个市镇，属于兰斯区。

## 地理
欧比伊（49°12'47"N, 3°51'32"E）面积3.16 平方千米，位于法国大東部大區马恩省，该省份为法国东北部内陆省份，北起阿登省，西北接埃纳省，西南接塞纳-马恩省，南至奥布省，东南接上马恩省，东临默兹省。
与欧比伊接壤的市镇（或旧市镇、城区）包括：布利尼、布勒斯、梅里-普雷姆西、圣厄夫赖斯和克莱里泽、萨尔西。

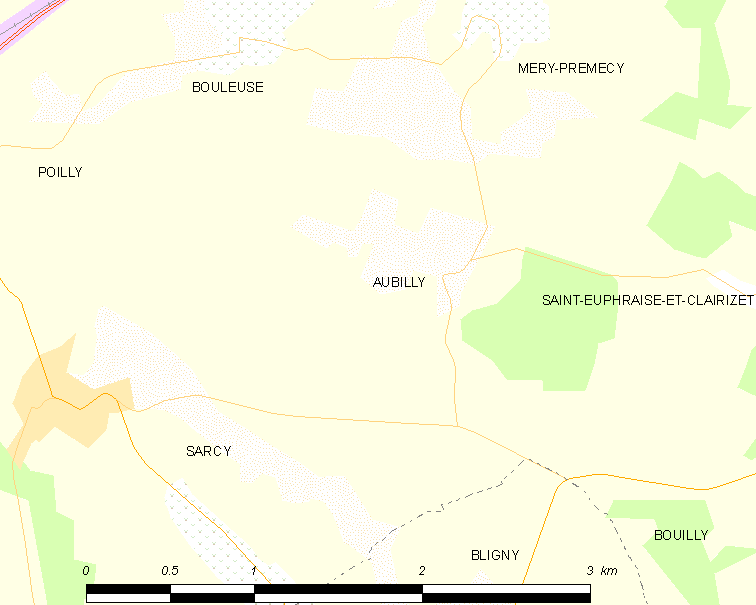
欧比伊的OSM定位图

欧比伊的时区为UTC+01:00、UTC+02:00（夏令时）。

## 行政
欧比伊的邮政编码为51170，INSEE市镇编码为51020。

## 政治
欧比伊所属的省级选区为菲姆-兰斯山县。

## 人口

1962-2008年间欧比伊人口变化图示

欧比伊于2022年1月1日时的人口数量为51人。